# نانوكصور
نانوكصور Nanuqsaurus هو جنس من الديناصوروات وحشيات الأرجل التيرانوصورية معنى الاسم سحلية الدب القطبي اكتشف في ألاسكا عاش هذا الديناصور في العصر الطباشيري المتاخر.
كان هذا الديناصور متوسط الحجم عاش في حوالي مابين 70 مليون الى 68 مليون سنة مضة تم تسميته باسم سحلية الدب القطبي نظرا لانه كان يعيش في بيئة باردة لذلك توقع العلماء امتلاك هذا الجنس لفرو يساعده على العيش في البيئة الباردة.
1. ↑  Anthony R Fiorillo; Ronald S Tykoski (2014). "A diminutive new tyrannosaur from the top of the world". PLOS One (بالإنجليزية). 9 (3): e91287. Bibcode:2014PLoSO...991287F. DOI:10.1371/JOURNAL.PONE.0091287. ISSN:1932-6203. PMC:3951350. PMID:24621577. QID:Q21089714.{{استشهاد بدورية محكمة}}:  صيانة الاستشهاد: دوي مجاني غير معلم (link)